# Meganthias filiferus
Meganthias filiferus is een straalvinnige vissensoort uit de familie van de zaag- of zeebaarzen (Serranidae). De wetenschappelijke naam van de soort werd voor het eerst geldig gepubliceerd in 2008 door Randall & Heemstra.